# Mateo 2
Mateo 2 es el segundo capítulo del Evangelio de Mateo, en el Nuevo Testamento. Describe los acontecimientos posteriores al nacimiento de Jesús: la visita de los sabios (Magi) y el intento del rey Herodes de matar al infante mesías, la huida de José y su familia a Egipto, y su posterior regreso a vivir a Israel, estableciéndose en Nazaret.

## Texto

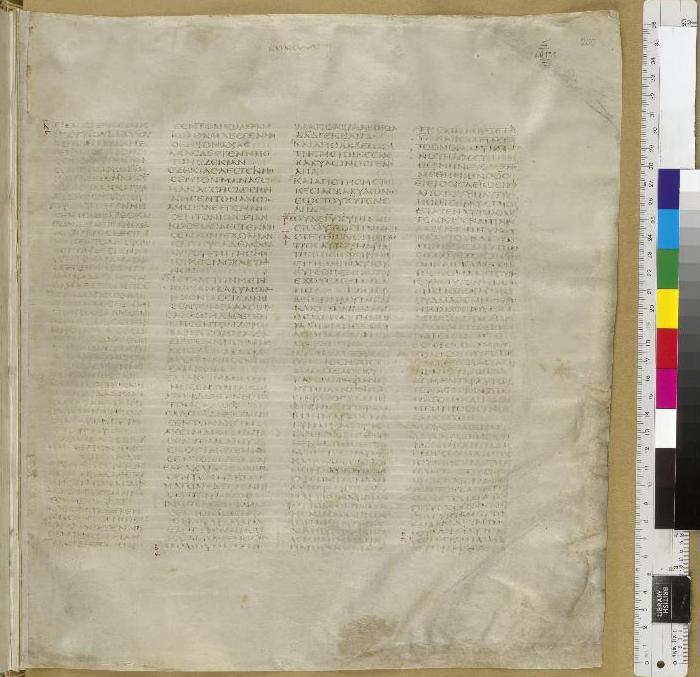
Codex Sinaiticus (330-360 d. C.), Mateo 1:1-2:5.

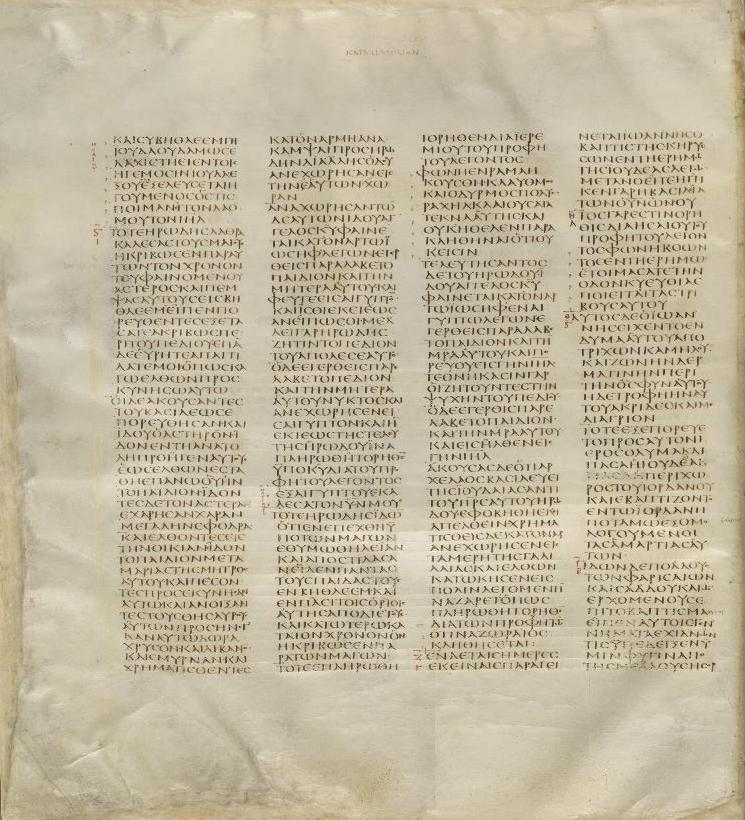
Codex Sinaiticus (330-360 d. C.), Mateo 2:5-3:7.

El texto original fue escrito en griego koiné. Este capítulo está dividido en 23 versículos.

### Testigos textuales
Algunos de los primeros manuscritos que contienen el texto de este capítulo son:
- Codex Vaticanus (~ 325–350; completo).
- Codex Sinaiticus (~ 330–360; completo).
- Codex Washingtonianus (~ 400).
- Codex Bezae (~ 400; completo).
- Codex Ephraemi Rescriptus (~450; completo).

## Análisis

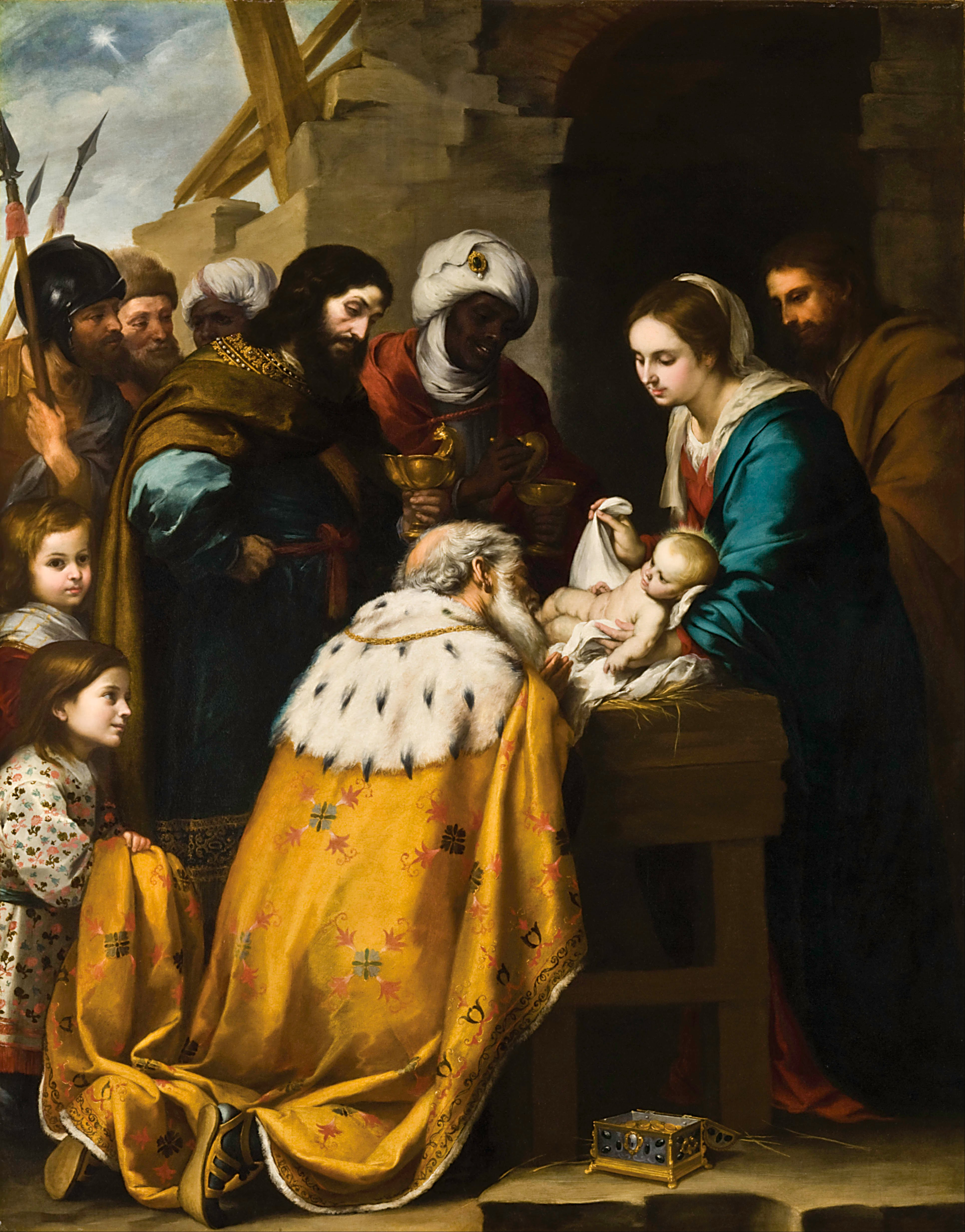
Adoración de los Magi, de Bartolomé Esteban Murillo (1655-1660).

Cada una de las cuatro secciones de este capítulo se refiere a una cita del Antiguo Testamento que Mateo señala que Jesús cumple:
- Miqueas 5:2: Y tú, Belén, de la tierra de Judá, no eres la más pequeña entre los príncipes de Judá; porque de ti saldrá un guiador, que apacentará a mi pueblo Israel.
- Oseas 11:1: De Egipto llamé a mi Hijo.
- Jeremías 31:15: Voz fue oída en Ramá, grande lamentación, lloro y gemido; Raquel que llora a sus hijos, y no quiso ser consolada, porque perecieron.
- [Q]ue habría de ser llamado nazareno: el texto de Mateo dice que para que se cumpliera «lo que fue dicho por los profetas», pero «no está claro a qué oráculos proféticos alude Mateo».[n. 2]

La última parte de Mateo 1 está escrita de manera similar, con una cita de Isaías 7:14, y a menudo se analiza como parte de esta misma sección. El teólogo Krister Stendahl señala que cada una de las cuatro citas en este capítulo contiene nombres de lugares, y analiza todo este capítulo como una apología de por qué el mesías se mudó del importante centro de Belén al menor de Nazaret.
France señala que las citas del Antiguo Testamento en este capítulo son «notoriamente oscuras y poco convincentes». Muchas de ellas están muy modificadas de los originales, y algunos pasajes tienen un significado inverso. Casi todos ellas están fuera de contexto y se presentan como profecías cuando no lo eran en el original. La más confusa es la que se cita en Mateo 2:23, que no aparece en ninguna parte del Antiguo Testamento. Jerónimo lo asocia con Isaías 11:1, donde la etimología de Nazaret se deriva de la palabra hebrea para rama (ne'tser). France considera que el hecho de que las citas han sido tan modificadas para ajustarse a la narrativa es una clara evidencia de que la narración fue primero, y las citas se agregaron después. El autor de Mateo creía firmemente en la precisión de la narración que estaba registrando, y no la modificaría para que se ajustara mejor a las profecías.
Al igual que con Mateo 1, la mayoría de los eruditos ven este capítulo orientado a demostrar que Jesús es el mesías que los profetas predijeron. El capítulo contiene cinco referencias al Antiguo Testamento, una densidad mayor que en cualquier otro lugar del Nuevo Testamento. El autor de Mateo las usa para tratar de demostrar que Jesús coincide con las predicciones de los profetas. Schweizer considera que el capítulo está dividido en cinco subsecciones, cada una de las cuales termina con una cita del Antiguo Testamento. Al igual que con la genealogía de Mateo 1, muchos eruditos consideran que este capítulo está tratando de retratar a Jesús como la culminación de la historia judía, con el autor de Mateo relatando los eventos en la vida de Jesús con los más importantes de la historia. El autor de Mateo establece un paralelo de este capítulo con el Éxodo, con Jesús como Moisés y Herodes como Faraón. El evangelio también se ocupa de mencionar una estancia de la Sagrada Familia en Egipto que no se menciona en ningún otro lugar. A través de una cita de Jeremías (Jeremías 31:15), la matanza de los inocentes está vinculada al cautiverio de Babilonia, y Jesús, que nació en Belén, hace eco del rey David, que también nació en esa aldea.
Al mismo tiempo, este capítulo también contiene varios pasajes que a menudo se consideran antijudíos. Mateo 2:3 y Mateo 2:4 muestran a los líderes judíos y al pueblo de Jerusalén actuando en sintonía con el tirano Herodes, que intenta matar al niño. La historicidad de esto es dudosa ya que otras fuentes muestran una gran rivalidad y animosidad entre ambos. El teólogo estadounidense Robert H. Gundry señala que la persecución es un tema importante de Mateo, que estaba escribiendo en un momento en que varias fuerzas estaban trabajando para aplastar el nuevo movimiento religioso.
La mayor parte de lo que se encuentra en este capítulo no se encuentra en ningún otro evangelio y difiere mucho de la narrativa de la infancia en Lucas 2. Los eruditos evangélicos han desarrollado teorías para explicar estas discrepancias que les permiten defender la inerrancia de la Biblia. Otros estudiosos creen que esta parte del Evangelio de Mateo no es una obra literal de la historia: por ejemplo, Gundry considera al evangelio de Mateo como una versión muy adornada de Lucas, con los humildes pastores transformados en los exóticos Magi.

## Comentarios
El primer capítulo del evangelio enseñaba el origen de Jesús y este segundo se dedica a su misión, al destino de su vida. Jesús es el Mesías, un rey a la manera de un nuevo y más grande David, en el que se han cumplido las profecías: la estrella que anuncia su nacimiento, la ciudad de Belén en la que nace, la sumisión a Dios de los reyes de la tierra que ofrecen sus dones y le adoran. Pero es también el Hijo de Dios que cumple la obra de la salvación que Israel, no supo llevar a cabo
Si Jesús es el iniciador del nuevo pueblo de Dios, estos magos, al no ser judíos, representan a las primicias de los gentiles que recibirán la llamada de la salvación en Jesucristo. Así lo entendió la Iglesia al celebrarlos en la solemnidad de la Epifanía: 

Que todos los pueblos vengan a incorporarse a la familia de los patriarcas, y que los hijos de la promesa reciban la bendición de la descendencia de Abrahán (…). Que todas las naciones, en la persona de los tres Magos, adoren al Autor del universo, y que Dios sea conocido, no ya sólo en Judea, sino también en el mundo entero, para que por doquier sea grande su nombre en Israel. 

Los magos comienzan su itinerario desde la revelación de Dios en la naturaleza, la estrella, pero tienen que pasar por la revelación en las Escrituras de Israel para encontrar al verdadero Dios:

Nace Cristo Dios, hecho hombre mediante la incorporación de una carne dotada de alma inteligente; el mismo que había otorgado a las cosas proceder de la nada. Mientras tanto, brilla en lo alto la estrella del Oriente y conduce a los Magos al lugar en que yace la Palabra encarnada; con lo que muestra que hay en la Ley y los Profetas una palabra místicamente superior, que dirige a las gentes a la suprema luz del conocimiento. Así pues, la palabra de la Ley y de los Profetas, entendida alegóricamente, conduce, como una estrella, al pleno conocimiento de Dios a aquellos que fueron llamados por la fuerza de la gracia, de acuerdo con el designio divino.

Hilario de Poitiers  ve en ellos una confesión del ser de Jesús: recibe el oro como rey, el incienso como Dios, y la mirra como hombre.
El episodio de los santos inocentes refleja la brutalidad de Herodes. El relato encaja perfectamente en la larga lista de crueldades de Herodes. La Iglesia venera a los niños inocentes como mártires de Cristo: 

Los niños, sin saberlo, mueren por Cristo; los padres hacen duelo por los mártires que mueren. Cristo ha hecho dignos testigos suyos a los que todavía no podían hablar. He aquí de qué manera reina el que ha venido para reinar. He aquí que el liberador concede la libertad, y el salvador la salvación. (…) ¡Oh gran don de la gracia! ¿De quién son los merecimientos para que así triunfen los niños? Todavía no hablan, y ya confiesan a Cristo. Todavía no pueden entablar batalla valiéndose de sus propios miembros, y ya consiguen la palma de la victoria

En continuidad con la acción de los inocentes que proclamaron la gloria del Señor, no de palabra sino con la muerte —non loquendo, sed moriendo—, la oración de la Iglesia invita a «testimoniar con la vida la fe que se confiesa de palabra.
No sa sabe cuánto tiempo permaneció la Sagrada Familia en Egipto. Mateo es el único que habla de ello, sin datos precisos. Herodes murió en marzo o abril del año 4 a. C. Su hijo Arquelao ejerció como etnarca, en Judea y Samaría, hasta el año 6 d. C., cuando fue depuesto y exiliado por las quejas ante sus brutalidades. Por tanto, no tenía jurisdicción en Galilea, donde estaba situada Nazaret. De la actitud de José se sacan provechosas consecuencias: 

En las diversas circunstancias de su vida, el Patriarca no renuncia a pensar, ni hace dejación de su responsabilidad. Al contrario: coloca al servicio de la fe toda su experiencia humana. Cuando vuelve de Egipto oyendo que Arquelao reinaba en Judea en lugar de su padre Herodes, temió ir allá. Ha aprendido a moverse dentro del plan divino y, como confirmación de que efectivamente Dios quiere eso que él entrevé, recibe la indicación de retirarse a Galilea. 